# Mendozavilite-NaFe
La mendozavilite-NaFe è un minerale fino al 2010 conosciuto come mendozavilite.